# Коморбидитет
Коморбидитети, придружена обољења су болести или стања која постоје заједно са главним обољењем или основном болешћу код истог болесника. Значај придружених обољења огледа се у томе што она могу да утичу на избор лечења, учесталост компликација, а такође и на стопу преживљавања. Такође свест о високој учесталости коморбидитетних телесних болести с обзиром на њихову високу учесталост у 21. веку мора бити темељна одредница у свакодневном клиничком раду, што потврђују и студије које су показале да болесници са малигнитетом и придруженим обољењима имају значајно лошији исход болести у односу на оне без коморбидитета.

## Процена коморбидитета
За процену и мерење коморбидитета користи се индекс или скала коморбидитета која би требало би да сажме сва обољења на појединачни број, применом скале тежине болести, која може бити коришћена за сврставање болесника у групе за даљу анализу.
Индекси коморбидитета прво морају да идентификују присуство коморбидних болести, а потом додају одређен степен тежине за те болести. Степени тежине обољења заснивају се на релативном ризику умирања са циљем да укажу да сва коморбидним обољења немају исти утицај на укупан коморбидитет.
После увођења, 1968. године, у клиничку праксу Скале за процену удружене болести (Cumulative Illness Rating Scale), формирани су и други индекси коморбидитета који имају своје индивидуалне одлике и валидност.

### Инструменти за процену коморбидитета
Инструменти за процену коморбидитета могу бити општи и специфични:

#### Општи инструменти за процену коморбидитета
У опште инструменте за процену коморбидитета спадају мере степена коморбидитета код различитих обољења, нпр. Чарлсонов индекс коморбидитета (Charlson Comorbidity Index ili CCI).
Примери за опште инструменте коморбидитета су:
- Скала за процену целокупне болести (Cumulative Illness Rating Scale) прогностички је индекс заснован на евалуацији 14 независних система органа: срце, крвни судови, респирациони систем, око, уво, грло, горњи дигестивни, доњи дигестивни систем, јетра, генитоуринарни систем, кожни и мускулоскелетни, неуролошки, психијатријски и ендокрино-метаболички систем.[2] Евалуација се обавља према скали тежине болести од 0-4 бода. Скала тежине болести је субјективна и зависи од процене оцењивача. Укупан скор добија се сабирањем поена, према налазу на скали тежине, за сваки појединачни систем органа. Болесник може имати скор од нула до 56, већи скор је повезан са лошијом прогнозом.
- Чарлсонов индекс коморбидитета (Charlson Comorbidity Index ili CCI) који је настао 1987. године, направљен је да предвиди ризик умирања од коморбидитета током једногодишњег периода праћења у лонгитудиналној студији. Овај индекс обухвата 19 обољења за које је нађено да значајно утичу на време преживљавања у испитиваној групи болесника.[4].Уколико је укупан број бодова (скор) код Чарлсоновог индекса преко пет, коморбидитет се сматра високим и обично је повезан с лошом прогнозом.
- Индекс коегзистентне болести (Index of Coexsistent Disease – ICD) чини комбинација две скале: скала тежине појединачне болести  (The Individual Disease Severity Scale)  која обухвата 14 система органа који се оцењују скалом тежине 0-4; и функционална скала  (The Functional Scale) која обухвата 12 елемената који се оцењују скалом тежине од 0 до 2.[5]

#### Специфични инструменти за процену коморбидитета
У специфичне инструменте за процену коморбидитета спадају мере степена коморбидитета код одређеног обољења, нпр. процена коморбидитета код одраслих - 27 индекс (Adult Comorbidity Evaluation-27 index или ACE-27 index).
Примери за специфичне индексе коморбидитета су:
- Каплан-Фајштајн индекс (KaplanFeinsteinIndex - KFI)
- Процена коморбидитета код одраслих-27 индекс (Adult Comorbidity Evaluation–27 index ili ACE-27 index)
- Индекс коморбидитета главе и врата Универзитета у Вашингтону (Washington University Head and Neck Comorbidity Index – WUHNCI)
- Индекс коморбидитета повезан са алкохолом и дуваном (Alcohol-Tobacco-RelatedComorbidities Index - ATC)
- Индекс рака главе и врата (Head and Neck Cancer Index – HNCI).[7][8][9][10][11][12][13]

## Значај
Један од начина испитивања односа између органских или психијатријских поремећаја је анализа коморбидитета. Коморбидитет означава постојање два или више поремећаја код исте особе, без обзира на редослед њихове појаве. Истраживања која су испитивала коморбидитет између психијатријских поремећаја уз радила је да је његова стопа веома висока у општој популацији (60-79%), а још виша у клиничким истраживањима.
Одређивање основне у односу на коморбидним дијагнозу представља полазну тачку у испитивању коморбидитета. Под основним поремећајем (дијагнозом) подразумева се обољење због којег је највише нарушено функционисање пацијента или поремећај који пресудно утиче да се болесник обрати за помоћ и лечење, без обзира на хронолошки редослед појављивања основног и коморбидног поремећаја.
Испитивање коморбидитета нема само академски значај, јер се удруженост два или више поремећаја често среће у свакодневној клиничкој пракси. У том смислу утврђивање коморбидитета важно је због прецизније дијагностике бољег сагледавања односа између функционалних или менталних поремећаја и доприноси разумевању њихове етиопатогенезе.
Односи између коморбидних поремећаја могу се посматрати кроз више модела, али ниједан није универзално применљив. Коморбидни поремећаји често имају значајан утицај на ток, прогнозу и исход лечења основног поремећаја. Зато се најважнија импликација испитивања коморбидитета односи на домен лечења, тј. на евентуалну модификацију циљаног терапијског приступа основном поремећају.
Коморбидитет је значајан феномен којем савремена медицинска наука придаје пажњу и у свакодневној клиничкој пракси и у истраживањима. Значај испитивања коморбидитета огледа се у прецизнијој дијагностици и бољем разумевању етиопатогенетских односа између психијатријских поремећаја и начина на који коморбидни поремећаји утичу на клиничка испољавања обољења које се налази у центру клиничке пажње и лечења.
Проучавање коморбидитета има и епидемиолошке импликације у свим клиничким областима. Ипак, најважнији разлог испитивања коморбидитета код сваког пацијента лежи у евентуалној модификацији лечења основног поремећаја и прилагођавања терапијског поступка коморбидном поремећају.